# Die PARTEI

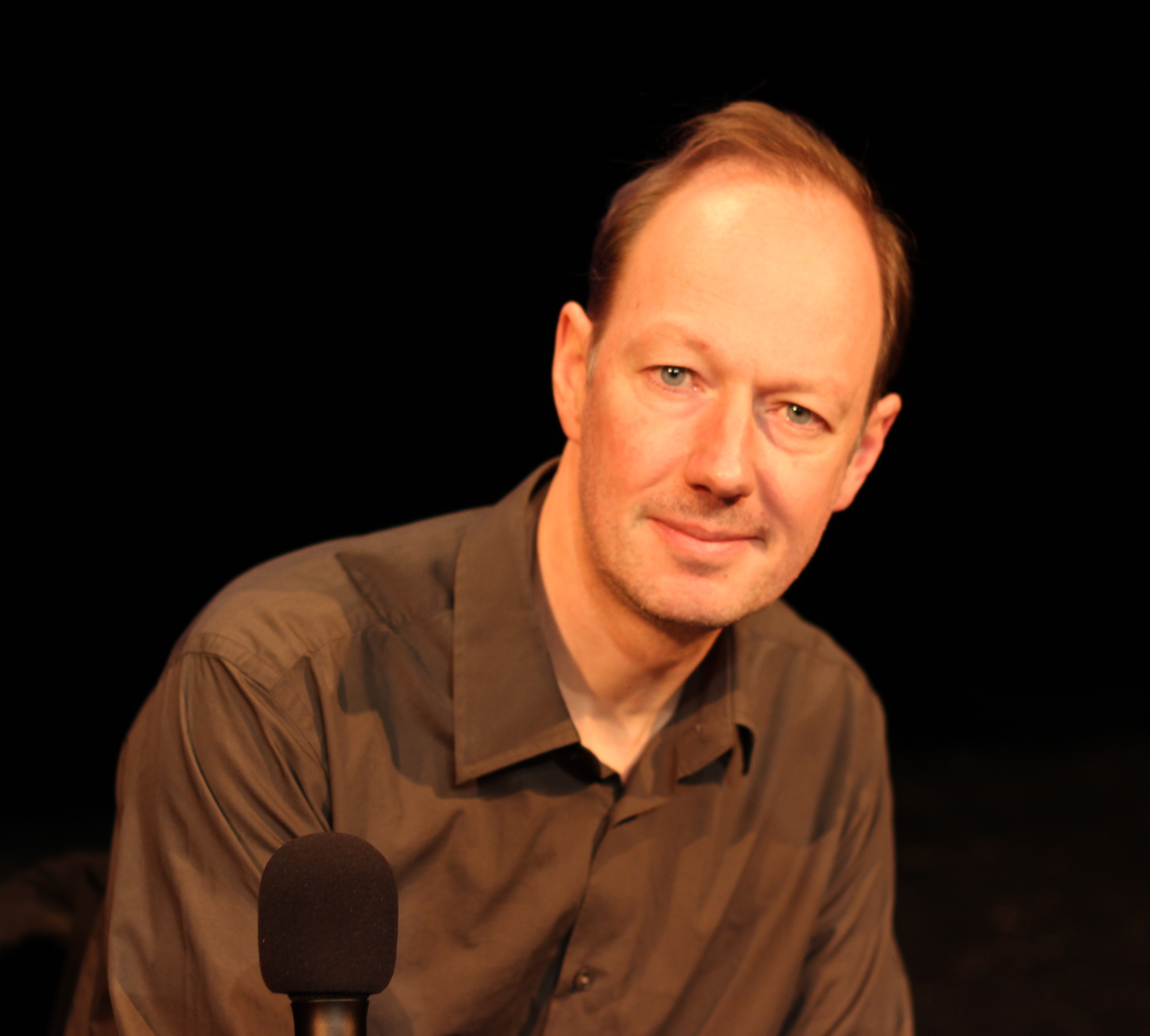
Partijvoorzitter Martin Sonneborn in 2012.

Die PARTEI (Nederlands: De PARTIJ), een acroniem van Partei für Arbeit, Rechtstaat, Tierschutz, Elitenförderung und basisdemokratische Inititiative (Nederlands: Partij voor Arbeid, Rechtsstaat, Dierenbescherming, bevordering van de Elite en basisdemocratisch Initiatief) is een satirische politieke partij in Duitsland.

## Geschiedenis
Die PARTEI werd op 2 augustus 2004 opgericht door redacteurs van het satirisch maandblad Titanic. Oud-hoofdredacteurs Martin Sonneborn en Oliver Maria Schmitt werden benoemd tot partijvoorzitter respectievelijk erevoorzitter. Thomas Hintner, naar wie later de jongerenorganisatie van de partij zou worden vernoemd (zie hieronder), werd secretaris-generaal.
In 2007 reisde Sonneborn met vijfentwintig PARTEI-leden naar Georgië. Hij ging op "staatsbezoek" bij de Georgische Arbeiderspartij, een destijds belangrijke oppositiepartij, nadat eerder bondsminister van Buitenlandse Zaken Frank-Walter Steinmeier een bezoek had gebracht aan het land, echter met een delegatie van (slechts) vier man. De leider van de Arbeiderspartij, Sjalva Natelasjvili, geloofde dat Sonneborn dertig zetels in de Duitse Bondsdag had.
Op 21 mei 2009 "bezette" Die PARTEI Liechtenstein om daar zogenaamd democratie te brengen. Een oorlogsverklaring aan het land, alsmede enkele andere standpunten waaronder afschaffing van het federalisme, leidden ertoe dat de partij niet mocht meedoen aan de Europese Parlementsverkiezingen van 2009.

## Deelname aan verkiezingen
Die PARTEI heeft sinds haar oprichting meegedaan, en geprobeerd mee te doen, aan verschillende verkiezingen. Het is ze sinds 2013 gelukt meerdere malen daadwerkelijk zetels te behalen in vertegenwoordigende organen. In 2013 behaalde Die PARTEI een zetel in de Bürgerschaft van Lübeck, en in 2014 behaalde ze een zetel in het Europees Parlement. Daarnaast heeft Die PARTEI een zetel gehad in de gemeenteraden van Leverkusen en Saarlouis doordat leden van Die Linke tussentijds waren overgestapt. In 2014 wist ze zetels te halen in nog eens vijf steden in Duitsland.

### Lokale verkiezingen
Die PARTEI wist voor het eerst zelfstandig een zetel te behalen bij de gemeenteraadsverkiezingen van Lübeck in mei 2013. Die PARTEI wil onder andere het treinstation en de luchthaven van Lübeck ondergronds maken, speciale parkeerplaatsen aanleggen voor brillendragers en alle comedy en musicals uit de stad verbannen ("Comedy ist Dreck."). Ook wil de partij "noch mehr neue Arbeitsplätze und noch weniger Arbeitslose". Bastian Langbehn zit namens Die PARTEI in de Bürgerschaft van Lübeck en vormt een fractie met de Piratenpartij (Die PARTEI-PIRATEN).
Bij de gemeenteraadsverkiezingen van 2014 behaalde Die PARTEI zetels in Freiburg im Breisgau, Karlsruhe, Tübingen (onder de naam Die PARTEI/Stammtisch "Unser Huhn"), Krefeld, en Halle an der Saale.

### Bondsdagverkiezingen
Die PARTEI sloot in 2005 een verstandshuwelijk (Zweckbündnis) met de anarchistische partij APPD. Samen deden zij in de deelstaten Berlijn en Hamburg mee aan de Bondsdagverkiezingen van 2005, maar ze wisten niet voldoende stemmen te behalen om een zetel te bemachtigen. De zendtijd die Die PARTEI kreeg voor de verkiezingen bood zij ter verkoop aan op veilingssite eBay.
Die PARTEI probeerde ook in 2009 mee te doen aan de verkiezingen van de Duitse Bondsdag, maar werd door de kiescommissie uitgesloten van deelname omdat de initiatieven volgens haar niet serieus genoeg waren. Een van de voorstellen van Die PARTEI is het herstel van de Berlijnse Muur. In 2013 wist Die PARTEI wel mee te doen, met voorstellen als het afsluiten van Berlijn voor buitenlanders en toeristen ("T(err)ourists") en de heropbouw van de Berlijnse Muur om vervolgens Oost-Duitsland tot rokerszone te verklaren (en daarmee West-Duitsland rookvrij te maken). Die PARTEI wist ook bij die verkiezingen geen zetel te behalen.

### Europese Parlementsverkiezingen
Die PARTEI deed in 2014 mee aan de verkiezingen voor het Europees Parlement. Voor die verkiezingen gold oorspronkelijk een kiesdrempel van 3%, maar een aantal andere kleine partijen had hierover in 2013 een klacht ingediend bij het Bundesverfassungsgericht, dat op 26 februari 2014 besloot dat de beperking in het licht van het beginsel van electorale gelijkheid en gelijke kansen voor alle politieke partijen niet gerechtvaardigd was. Die PARTEI ging de verkiezingen in met de slogan "JA tegen Europa, NEE tegen Europa" en behaalde 0,6% van de stemmen. Dit betekende dat ze recht kregen op één zetel in het Europees Parlement. Die PARTEI voerde campagne met een 14-puntenprogramma. Enkele voorstellen waren: het bouwen van een muur om Zwitserland (omdat de Zwitsers het verdiend hebben), afschaffing van de zomertijd en begrenzing van het kiesrecht tot personen tussen de 12 en 52 jaar oud.
Martin Sonneborn, die de zetel in het Europees Parlement zou gaan innemen, zei de dag na de verkiezingen dat hij zich al aan het voorbereiden is op zijn vertrek. Om alle kandidaten op de lijst van Die PARTEI te belonen, en om de Unie uit te melken, stelde hij een roulatieprincipe voor: zestig kandidaten mogen ieder één maand zitting nemen in het parlement, een salaris van € 33.000 in hun zak steken, Brussel verkennen en vervolgens zes maanden aan wachtgeld ontvangen. "Wir melken also die EU wie ein kleiner südeuropäischer Staat", verklaarde Sonneborn. Kritiek op het plan kwam van onder andere Europarlementariërs Sven Giegold (Bündnis 90/Die Grünen) en Ingeborg Gräßle (CDU), en van bondsminister van Buitenlandse Zaken Frank-Walter Steinmeier. Giegold noemde het verspilling van belastinggeld en vroeg secretaris-generaal Klaus Welle te onderzoeken of het plan juridisch wel houdbaar is. Steinmeier zei dat partijen als Die PARTEI op deze manier geen bijdrage leveren aan de democratie.

## HintnerJugend
De jongerenorganisatie van de partij, de HintnerJugend, is vernoemd naar secretaris-generaal Thomas Hintner en is een parodie op de Hitlerjugend. De HintnerJugend werd op 5 juni 2006 opgericht onder het motto "Wir brauchen eine Kinder- und Jugendbewegung, weil wir eine Kinder- und Jugendbewegung brauchen!" (Wij hebben een kinder- en jeugdbeweging nodig, omdat wij een kinder- en jeugdbeweging nodig hebben!). De officiële begroeting van de HintnerJugend is "Hi Hintner!".